# Landshövdingens döttrar
Landshövdingens döttrar (en suec Les filles del governador) és una pel·lícula muda en blanc i negre sueca de 1915 dirigida per Victor Sjöström. La pel·lícula està basada en les novel·les Landshövdings dotter i Daniela Hertz de Marika Stiernstedt i fou protagonitzada per Alfred Lundberg, Jenny Tschernichin-Larsson i Lili Bech.

## Argument
La pel·lícula gira al voltant del governador Salta i les seves filles Elvina i Daniela, on la primera és legítima i la segona no, cosa que la seva esposa desconeix. Les dues germanes finalment es reuneixen.

## Llista de repartiment
- Alfred Lundberg – Salta, governador
- Jenny Tschernichen-Larsson – dona de Salta
- Lili Bech - Elvine, filla de Salta/Daniela, germanastra d'Elvine
- Margit Sjöblom – mare de Daniela
- Richard Lund - Henrik Pasch, tinent
- John Ekman – Douglas Christmas
- Knut Schärlund – Peter Karell, notari públic
- Nils Elffors – músic de restaurant
- Stina Berg - hoste de la pensió

## Producció
El rodatge es va fer a l'interior de l'estudi del Swedish Biografteatern a Lidingö, a Rosenbad i a l'orfebreria de C G Hallberg a la cantonada Drottninggatan-Fredsgatan i externament a Estocolm a les adreces Strandvägen 19-21 i 25, Brännkyrkagatan, Baldersgatan 7 i l'entrada del Restaurant Rosenbad. La pel·lícula es va rodar en dues rondes, la primera 6-20 de març i la segona 11-19 d'abril. Es va estrenar el 25 d'agost al cinema Biorama de Malmö.
La pel·lícula va rebre crítiques majoritàriament positives, però poc compromeses. No es conserva ni el seu manuscrit.